# Łączki (Dobiesławice)
Łączki – część wsi Dobiesławice w Polsce położona w województwie świętokrzyskim, w powiecie kazimierskim, w gminie Bejsce.
W latach 1975–1998 Łączki administracyjnie należały do województwa kieleckiego.